# آمالي رايفآيزين
آمالي رايفآيزين (من مواليد 2 أغسطس/ آب 1846 – وتوفيت في 11 يناير/ كانون الثاني من عام 1897) مصلحة اجتماعية ألمانية. أصبح والد آمالي «فريديريش فيلهيلم رايفآزين» بحلول ستينيات القرن التاسع عشر كفيفياً بشكلٍ كاملٍ تقريباً، وأصبحت ابنته آمالي عنصراً أساسيًا في تشكيله للحركة التعاونية في ألمانيا من خلال مساعدته في التعامل مع المراسلات.
نشأت آمالي في عائلة متدينة، وتلقت تعليمها وفقاً للمبادئ الاجتماعية التي كانت سائدة في ذلك الزمن، فقد قبلت واجبها باحترام رغبات والدها حتى بعد بلوغها لسن الرشد، حتى إن هذه الرغبات قد تضمنت تجنب الزواج للبقاء بجانب أبيها ومساعدته في عمله. واصلت آمالي -بعد وفاة والدها فريديريش فيلهيلم رايفآزين في عام 1988- العمل لصالح الحركة التعاونية. كانت آمالي -في الفترة ما بين عام 1982 وبين وفاتها في عام 1897- الفرد الوحيد في العائلة الباقي على قيد الحياة والمشارك في المشروع.

## حياتها

### الطفولة
ولدت آمالي جوستين كارولين رايفآيزين في وقت باكرٍ من صباح الثاني من أغسطس/ آب عام 1846، في منزل العائلة في قرية فايربوش الصغيرة التي تبعد عن بلدة آلتنكيرشن ما يقارب الـ 50 كيلومتراً (30 ميلاً تقريباً) إلى الشمال من مدينة كوبلنتس الألمانية. كانت آمالي الابنة الأكبر سناً بين أشقائها السبعة. كان والدها، فريديريش فيلهيلم رايفآزين، عمدة القرية الصغيرة. استرجع الأب -بعد ما يقارب الثلاثين سنة على ولادة آمالي- يوم الولادة في رسالة، واصفاً فيها كيف جلس في الحديقة أثناء عملية الولادة، شاكراً الله على نعمته هذه، وطالباً منه أن يباركها.
كانت مهمة تعليم الأطفال عندما كانوا في سن صغير تقع على عاتق والدتهم، إيميلي. لم يساهم الأب -الذي كان مشغولاً بعمله- في هذه المهمة إلا عندما أصبحوا أكبر سناً. كان من المهم بالنسبة للوالدين أن يحظى أطفالهما بحياة منظمة ومخطط لها بشكل صحيح، فقد كان يُطلب من آمالي -عندما أصبحت في السن المناسب- أن تقدم كل مساءٍ خطة عمل ليومها التالي، مع احتواء الخطة لساعاتٍ حرة يحددها الوالد، كان يُطلب من إيميلي أن تعد مثل هذه الخطط حتى في حال ذهابها لقضاء بضعة أيام مع الأقارب أو الأصدقاء. كان فريديريش يصر على أن يُنفذ أبناؤه المهام كما هو مخطط لها، بما في ذلك المهام التي تُعتبر في العائلات الأخرى -التي تتشارك مع العائلة بالخلفية الثقافية والطبقة الاجتماعية- مهاماً خاصة بخدم المنازل.
علق الأب آمالاً كبيرة على تعليم ابنته، فقد التحقت آمالي بعد تخرجها من المدرسة المحلية بكليات المرأة. لم يكن التحاق الشابة بالجامعة سبباً كافياً لإعفائها من القيام بواجباتها المنزلية بعد عودتها إلى المنزل كل يوم، فكان مطلوباً منها أن تقوم بمساعدة الخادمات في تنظيف المنزل والاعتناء بالحديقة، وخاصة في الأمور المتعلقة بزراعة البطاطا. عاش فريديريش فيلهيلم رايفآزين وفقاً للمفهوم الإنجيلي «أحبوا جيرانكم كما تحبوا أنفسكم». كان يجب على أبنائه -بدءاً من الابنة الأكبر سناً، آمالي- البحثَ عن أسرة محلية فقيرة وتولي مسؤولية إعالتها ورعايتها، قام الأبناء -لكي يتمكنوا من إتمام هذه المهمة- بجمع التبرعات من العائلات الثرية وإعطائها لتلك العائلات الفقيرة التي تولوا مسؤولية رعايتها.
عاشت عائلة رايفآيزين في أوضاع بسيطة نسبياً. كان والد آمالي «فريديريش فيلهيلم رايفآزين» واحداً من ثمانية أشقاء. كان الراتب الذي يتلقاه فريديريش مقابل مهامه كعمدة بلدة صغيرة بالكاد كافياً لعائلته الكبيرة، فلم تكن أمور الاستهلاك الترفي والرفاهيات متاحةً للعائلة. لعب الاعتلال المزمن لصحة والدي آمالي دوراً هاماً في تحديد شكل طفولتها، فقد أُعفي والدها من الخدمة العسكرية بسبب قصور بصره، وعلى الرغم من تلقيه العلاج بشكل منتظم، إلا أن قدرته على الإبصار استمرت بالتدهور. عانت والدة آمالي أيضاً من مشاكل مزمنة في القلب، ويُرَجح أن يكون السبب وراء ذلك هو ولاداتها السبع المنزلية الصعبة. خلص الأطباء الذين استشارتهم والدة آمالي بعد ولادة طفلها الأخير (الذي توفي في المهد) إلى أنها لن تستعيد صحتها مطلقاً، وتوفيت في 27 من شهر يوليو/ تموز من عام 1863. قام الأب فريديريش في نفس السنة بكتابة وصيته، فقد كان يعاني حينها من إصابةٍ قوية بحمى التيفوئيد، وكان الأمر الذي يشغل باله في ذلك الوقت هو أن يُيتّم أطفاله بالكامل في سن مبكرة.

### عملها في مشاريع والدها التعاونية
كانت آمالي رايفآيزين في عمر السابعة عشر عندما توفيت والدتها. تولت -باعتبارها الابنة الكبرى- مسؤولية إدارة المنزل وتعليم إخوتها الصغار. تدهور بصر والدها بشكلٍ حاد بعد إصابته بحمى التيفوئيد. كتب عضو مجلس البلدية «فريديرش فون رانكيل» في الثاني من شهر سبتمبر/ أيلول من عام 1856 أن ابنة فريديريش فيلهيلم رايفآزين ومساعديه بالأعمال المكتبية هم من يقومون في الغالب بقراءة رسائله، لأنه لم يعد قادراً على القراءة بنفسه. تقاعد رايفآيزين من منصبه العام في 21 سبتمبر/ أيلول من عام 1865 بعد أن أصبح غير قادرٍ على رؤية الأوراق التي يوقع عليها. واجهت العائلة صعوبات مالية بعد تقاعد الأب وتحوله لتقاضي راتبٍ تقاعدي بسيط. تفاقمت الأزمة المالية التي تمر بها العائلة نظراً لأن الأب لم يكن -قبل تقاعده- قادراً على ادخار الأموال، بسبب إنفاقه كميات كبيرة من الأموال على علاجه، وعلى المساعدة السخية للفقراء والمحتاجين. أسس فريديريش معملاً للسيجار بهدف تأمين دخلٍ أفضل للعائلة، إلا أنه كان يحصّل منه ربحاً بسيطاً، وسرعان ما تم إغلاقه. بدأ بعدها العمل في بيع النبيذ بالجملة، وأصبح يعتمد في تعاملاته التجارية اليومية على مساعدة ابنته آمالي.
قام فريديريش فيلهلم ريفآيزين في عام 1864 بإنشاء اتحاد ائتمان هيديسدورف. وألّف كتابًا تحدث فيه بشكلٍ تفصيلي عن تجربته مع الاتحاد الائتماني، وعن خبرته في العمل كعمدة لبلدة فايربوش بين عامي (1845 و 1848) ولاحقاً لمنطقة فليميرسفيلد الريفية، نشره تحت عنوان "اتحاد الائتمان، وسيلة لتلبية حاجات سكان الريف والحرفيين والعمال. تولت آمالي مسؤولية كتابة الكتاب المؤلف من 227 صفحة، إذ كان والدها يملي عليها ما تكتبه.
تسبب العمل الذي قام به والد آمالي لنشر الكتاب بإرهاقه وإبعاده عن العلاج الصحي، وتُركت آمالي -التي كانت تبلغ في ذلك الحين العشرين من عمرها- لتقوم بإدارة المنزل وأعمال تجارة النبيذ -في الأغلب الأحيان- بمفردها. كتب فريديريش فيلهيلم رايفآزين في عام 1867 رسالة إلى أبنائه، عبر فيها عن قلقه البالغ بعد فشله في تأمين المزيد من الدخل للعائة، وطلب من أبنائه المشاركة في سداد جميع ديونه في حال وفاته. إلى جانب قيامها بمسؤولياتها في المنزل كانت آمالي موجودة في كل مراحل تنفيذ مشاريع الحركة التعاونية التي بدأها والدها. كانت آمالي بلا شك تشعر بالارتباك في الكثير من الأحيان جراء تحملها لكل تلك المسؤوليات، خاصة بعد قرار والدها بالزواج مرة أخرى في عام 1868 من الأرملة ماريا بينسورت.